# ويندي روز
ويندي روز (بالإنجليزية: Wendy Rose)‏ هي عالمة الإنسان وكاتِبة ورسامة وشاعرة أمريكية، ولدت في 7 مايو 1948 في أوكلاند في الولايات المتحدة.